# Коробицина, Людмила Николаевна
Людмила Николаевна Коробицина (Коробицына) (26 мая 1968) — советская и российская футболистка, защитница. Выступала за сборные СССР и России. Мастер спорта России (1993).

## Биография
В детстве занималась гандболом, во время учёбы в красноярском пединституте перешла в футбол. До образования чемпионата СССР выступала за команды «Сибирячка» (Железногорск), «Методика»/«Сибирячка» (Красноярск). Вызывалась в состав сборной профсоюзов, с которой в 1989 году участвовала в международном турнире в Италии. Выступала как правило на позиции либеро, но также могла сыграть переднего центрального защитника и полузащитника.
С 1990 года с красноярским клубом участвовала в чемпионате СССР. Обладательница Кубка СССР 1991 года. С 1992 года играла в чемпионате России. Бронзовый призёр чемпионата страны 1995 года. Четырежды подряд включалась в списки 33-х лучших футболисток России, в том числе трижды (1992, 1993, 1994) — под № 1, один раз (1995) — под № 2. Была капитаном «Сибирячки».
В 1996 году перешла в «Энергию» (Воронеж), с этим клубом становилась чемпионкой и серебряным призёром чемпионата России. По одним источникам, выступала за «Энергию» в 1996—2001 годах, по другим — в конце 1990-х годов вернулась в Красноярск и играла за «Сибирячку» в первой лиге.
В начале 2000-х годов выступала в высшей лиге за клубы «Дон-Текс» (Шахты) и «Энергетик-КМВ» (Кисловодск).
Выступала за сборные СССР и России, провела не менее 13 матчей (по другим данным — более 30 матчей).
После окончания игровой карьеры работала председателем Красноярской региональной федерации женского футбола, а также детским тренером.